# Continental Films
Die Continental Films S.A., oftmals kurz Continental genannt, war eine mit deutschem Kapital gegründete und ausgestattete, im Paris der deutschen Besatzungsjahre (1940 bis 1944) ansässige Produktionsfirma, die unter der Leitung des früheren UFA-Produktionschefs und Filmproduzenten (Der Mann, der Sherlock Holmes war) Alfred Greven stand und insgesamt 31 Filme, darunter auch eine Reihe von hochwertigen Inszenierungen nachmals bedeutender und talentierter französischer Regisseure wie Henri-Georges Clouzot, Christian-Jaque, Henri Decoin und André Cayatte, herstellte. Lange Zeit, auch weit nach dem Zweiten Weltkrieg, galt die Continental und ihr Chef, selbst für französische Cinéasten, als ein filmisches Phantom, das vom Feind dirigiert wurde und, so die stark simplifizierende Annahme, Befehle von der NS-Führung in Berlin erhielt. Oder wie es der Filmkritiker Jacques Siclier noch 1981 irrigerweise formulierte: “Société française, à capitaux allemands, installée à Paris, ne dépendant de Vichy et placée sous la direction d’un monsieur sans âge, sans visage, sans passé [sic!] , appliquant les ordres de Goebbels: Alfred Greven” Mit dem Kriminalfilm Mord am Weihnachtsabend ging am 17. Februar 1941 der erste Continental-Film in Produktion, der letzte Continental-Film war die Georges-Simenon-Verfilmung Les Caves du Majestic, die 1944 zur Aufführung bereitstand, jedoch erst nach der Befreiung Frankreichs in den dortigen Kinos anlief.

## Firmengeschichte

### Gründung und politische Zielsetzung
Continental Films war, ähnlich wie der französische Ableger der deutschen Tobis, A.E.G.-Tobis-Klangfilm, eine Filmproduktionsfirma französischen Rechts mit deutschem Kapital. Den Befehl zur Gründung einer deutsch kontrollierten Filmproduktionsfirma im besetzten Frankreich gab der deutsche Propaganda- und Filmminister Joseph Goebbels im September 1940. Als Direktor dieser Firma wurde der noch im Frühjahr 1939 als UFA-Produktionschef kurzzeitig tätige, von Goebbels dann aber nach nur wenigen Wochen wieder abgelöste Elberfelder Alfred Greven berufen, der am 1. Oktober 1940 seinen Posten antrat. „Greven requirierte Pariser Studios und französische Abspielstätten und brachte in kurzer Zeit die Produktionsaktivitäten französischer Konkurrenzfirmen nahezu zum Erliegen.“ „Offiziell ist die Continental-Film eine französische Produktionsfirma; de facto wird die Gesellschaft jedoch von der deutschen Cautio-Treuhandgesellschaft geführt. Die Cautio untersteht dem deutschen Propagandaministerium und damit Minister Goebbels. Die Anweisungen erhält Greven vom Chef der Cautio, Max Winkler. Goebbels wünscht, dass die Continental einfache, kitschige Filme herstellt. Alfred Greven aber sieht das Ganze anders. Er setzt sich mit Eifer für die neue Firma ein und verpflichtet Stars wie die Schauspieler Fernandel, Harry Baur, Edwige Feuillère, Pierre Fresnay, Raimu oder Danielle Darrieux. Ferner Regisseure wie Maurice Tourneur, Henri Decoin oder Christian-Jaque.“ Nur wenige Regisseure wie beispielsweise der hoch angesehene Jean Renoir zogen es vor, „nach Grevens Angebot zur Kooperation das von den Deutschen besetzte Land schnellstmöglich zu verlassen, um dem Ruch der Kollaboration zu entgehen.“

### Hochphase der Produktion
Mit den kooperationswilligen französischen Filmschaffenden gut aufgestellt, gelang es Greven recht bald, qualitätvolle Filme herzustellen, die auch nach 1945 Anerkennung fanden. Darunter befanden sich neben Clouzots Meisterwerk Der Rabe auch der überdurchschnittliche Kriminalfall Der Mörder wohnt Nr. 21 aus der Hand desselben Regisseurs und Maurice Tourneurs Filmfantasie Die Teufelshand. Die Continental stellte aber auch eine Reihe schlichter Lustspiele und Romanzen aus der Hand Fernandels und Richard Pottiers her, was sehr viel eher der Intention Goebbels entsprach. Ein Großteil dieser Filme liefen bis Kriegsende 1945 auch in Kinos des Deutschen Reichs. Die bisweilen hohe Qualität der Greven-Produktion stand im Laufe der Jahre immer stärker im Widerspruch zu Goebbels’ Filmpolitik, sodass der Continental-Chef im Mai 1942 nach Berlin ins Goebbels-Ministerium einbestellt wurde: “Der Minister ist mit dem Niveau der Continental-Filme unzufrieden: es ist ihm zu hoch. Außerdem soll Greven in Paris deutschsprachige Filme mit deutschen Schauspielern herstellen.” Noch am 19. Mai 1942 hatte Goebbels in seinem Tagebucheintrag geschrieben, dass er wütend über Grevens Firmenpolitik sei, da dieser angeblich den Franzosen zeige, wie man Nationalstolz auf Zelluloid banne, anstatt sie mit dummen Filmen zu bedienen. Die deutsche Filmpolitik, so Goebbels weiter, müsse mit der der Vereinigten Staaten gegenüber Nord- und Südamerika „identisch sein“. „Wir müssen die Filmmacht auf dem europäischen Kontinent werden“. In dem Maße, in dem Filme in anderen Ländern produziert werden, sollten diese „einen rein lokalen Charakter“ behalten. Das Ziel, so Goebbels weiter, sei, in dem von Deutschland besetzten Europa die Schaffung einer jeden nationalen Filmindustrie „so weit wie möglich zu verhindern“.
Exakt diesem Anspruch trat Greven mit seiner Continental-Firmenpolitik entgegen. Er initiierte mehrere ambitionierte Verfilmungen der französischen Hoch-Literatur (Guy de Maupassant, Émile Zola, Honoré de Balzac) und beschäftigte „nicht nur den von der Gestapo verhafteten Drehbuchautoren Charles Spaak, sondern hielt auch ganz bewußt seine schützende Hand über den von der Besatzungsmacht gesuchten Kommunisten, Widerstandskämpfer und Juden Jean-Paul Dreyfus, Tarnname Le Chanois, wie Spaak Drehbuchautor (Continental-Film „Die Teufelshand“ [42]).“ Auch der Regieassistent Jean Devaivre, in seiner Zweitexistenz Widerstandskämpfer, wurde von der Continental beschäftigt. Mit Der Rabe, einem düsteren Abbild einer Gesellschaft unter permanentem Misstrauen und Denunziationsdruck, erlangte Continental-Films 1943 ihren künstlerischen Produktionshöhepunkt, auch wenn dieser Film gleich nach der Befreiung von den neuen französischen Regierungsstellen augenblicklich verboten wurde und die beiden Hauptdarsteller, Pierre Fresnay und Ginette Leclerc, wegen angeblicher Kollaboration mit dem Feind zeitweilig mit Arbeitsverbot belegt bzw. sogar mit sechsmonatiger Gefängnishaft bestraft wurden. „Rabe“-Regisseur Clouzot erhielt erst nach drei Jahren des Boykotts wieder einen Regieauftrag und konnte erst 1947 seinen ersten Nachkriegsfilm inszenieren.

### Das Ende
Noch für das Produktionsjahr 1944 plante Greven, um den erzürnten Goebbels im fernen Berlin zu besänftigen und dessen Wünschen nach mehr deutscher Darstellerbeteiligung in Continental-Filmen nachzukommen, „auch deutsche Filme herzustellen. Dazu versucht Greven die deutschsprechenden italienischen Schauspielerinnen Alida Valli und Vivi Gioi für Titelrollen zu verpflichten; dies misslingt. Im Mai 1944 verpflichtet Greven dann die Schauspieler Oskar Sima, Wolf Albach-Retty und Inge Egger. Doch zur Produktion kommt es nicht mehr.“ Das Ende der Continental-Films kam ebenso plötzlich wie total. Nachdem Amerikaner, Briten und “freie Franzosen” im Juni 1944 in der Normandie gelandet waren, stellte die deutsch-französische Filmgesellschaft ihre Arbeit nach dreidreiviertel Jahren vollkommen ein. Zwei Monate darauf (August 1944) rückten die Alliierten in Paris ein und befreiten die französische Hauptstadt. Zu diesem Zeitpunkt befand sich Continental-Chef Greven längst wieder im Reich.
2001 inszenierte Bertrand Tavernier den französischen Film Laissez-passer (auf Deutsch: “Passierschein”), der in knapp drei Stunden Spieldauer die Arbeit französischer Filmschaffender unter dem Dach der Continental nacherzählt. Firmenchef Greven wurde hier von Christian Berkel verkörpert.

## Continental-Produktionen (komplett)
- 1941: Mord am Weihnachtsabend (L'Assassinat du père Noël) von Christian-Jaque
- 1941: Sie waren sechs (Le Dernier des six) von Georges Lacombe
- 1941: Ihr erstes Rendezvous (Premier rendez-vous)  von Henri Decoin
- 1941: Der goldene Schmetterling (Le Club des soupirants) von Maurice Gleize
- 1941: Kinder vor der Ehe (Péchés de jeunesse) von Maurice Tourneur
- 1941: Ne bougez plus von Pierre Caron
- 1941: Einmal im Jahr (Caprices) von Léo Joannon
- 1941: Paris sur Seine (Kurzdokumentarfilm)
- 1941: Mademoiselle Bonaparte (Mam'zelle Bonaparte) von Maurice Tourneur
- 1941: Annette und die blonde Dame (Annette et la dame blonde) von Jean Dréville
- 1941: Symphonie der Liebe (La Symphonie fantastique) von Christian-Jaque
- 1941: Das unheimliche Haus (Les Inconnus dans la maison)  von Henri Decoin
- 1942: Liebe im Süden (Simplet) von Fernandel
- 1942: Mariage d'amour  von Henri Decoin
- 1942: Die falsche Mätresse (La Fausse Maîtresse) von André Cayatte
- 1942: Der Mörder wohnt Nr. 21 (L'assassin habite au 21) von Henri-Georges Clouzot
- 1942: Défense d'aimer von Richard Pottier
- 1942: Die Teufelshand (La Main du diable) von Maurice Tourneur
- 1942: Picpus von Richard Pottier
- 1943: Vingt-cinq ans de bonheur von René Jayet
- 1943: Paradies der Damen (Au Bonheur des Dames)  von André Cayatte
- 1943: Adrien von Fernandel
- 1943: Der Rabe (Le Corbeau) von Henri-Georges Clouzot
- 1943: Mon amour est près de toi von Richard Pottier
- 1943: Le Val d'enfer von Maurice Tourneur
- 1943: La Ferme aux loups von Richard Pottier
- 1943: Söhne einer Mutter (Pierre et Jean) von André Cayatte
- 1943: La Vie de plaisir von Albert Valentin
- 1943: Le Dernier Sou von André Cayatte
- 1943: Sein schwierigster Fall (Cécile est morte) von Maurice Tourneur
- 1944: Les Caves du Majestic von Richard Pottier